# Caesar (игра)
Caesar — компьютерная игра в жанре стратегия, разработанная компанией Impressions Games и изданная Sierra Entertainment в 1992 году. Первоначально игра вышла на платформе Amiga, через год была портирована на Atari ST, DOS и Macintosh. Игра отличалась хорошей графикой и интерфейсом, игроку приходилось решать сложные вопросы градостроения, такие как выбор правильного числа и расположения школ, театров, библиотек, бань и т. п.
Обновленная версия, Caesar Deluxe, была выпущена в 1993 году для Amiga. Caesar породила три прямых продолжения и несколько ответвлений, действие которых происходит в других древних цивилизациях, которые вместе известны как серия City Building.

## Особенности игры
Игроку предлагается оказаться в роли основателя древнеримского города. Обстановка Древнего Рима, а также наличие военной составляющей отличает Caesar от другого градостроительного симулятора SimCity.

## Продолжения
Impressions выпустила продолжения Caesar II в 1995 году и Caesar III в 1998 году. Третье продолжение, Caesar IV, было анонсировано в августе 2005 года компанией Tilted Mill Entertainment и впоследствии выпущено 26 сентября 2006 года.